# Alert Channel
Der Alert Channel ist eine kleine Meerenge an der Nordküste Südgeorgiens. In der Stromness Bay führt sie zwischen dem Whaler Channel und den Bar Rocks zum Kopfende des Husvik Harbor.
Wissenschaftler der britischen Discovery Investigations kartierten den Wasserweg 1928 und benannten ihn nach dem Motorboot Alert, das von ihnen für Vermessungsarbeiten eingesetzt wurde.